# Digama marmorea
Digama marmorea är en fjärilsart som beskrevs av Butler 1877. Digama marmorea ingår i släktet Digama och familjen björnspinnare. Inga underarter finns listade i Catalogue of Life.

## Bildgalleri

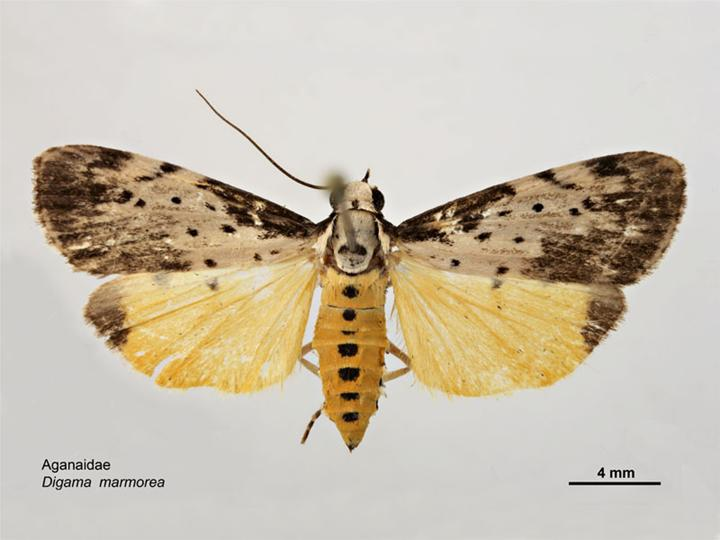
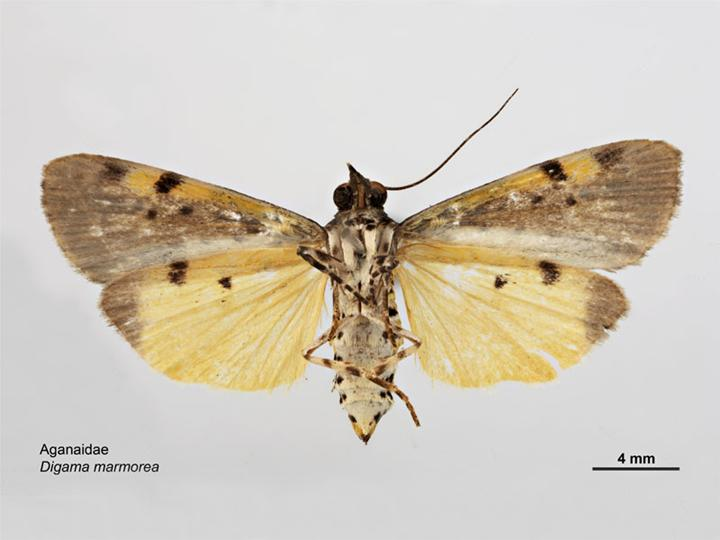